# Créoles à base lexicale française
Les créoles à base lexicale française forment un ensemble de langues créoles dont le vocabulaire a pour source principale le français. Ils se sont formés à partir du XVIIe siècle dans le contexte de l'Empire colonial français.
Ils ne doivent pas être confondus avec des variétés régionales du français : ils ont été développés par resyntactification des grammaires très différentes du français et ne lui sont pas immédiatement intercompréhensibles.

## Liste des créoles qui proviennent du français

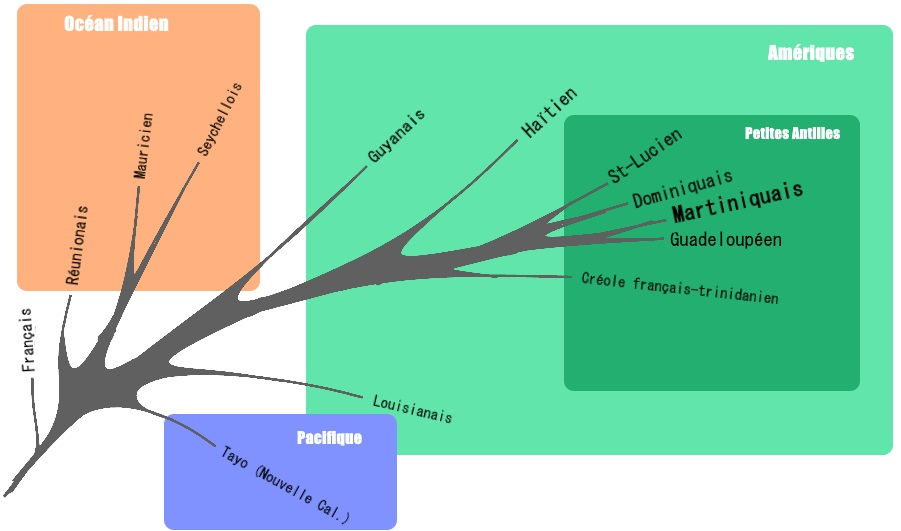
Parenté entre créoles à base lexicale française.

La classification des créoles suit des critères principalement géographiques.
- Amérique
  - créole louisianais
  - créole antillais
    - créole haïtien
    - créole guadeloupéen
    - créole saintois
    - créole dominiquais
    - créole martiniquais
    - créole saint-lucien
    - créole vénézuélien
    - créole guyanais
    - créole trinidadien
    - créole grenadien (en)

  - karipúna (parlé dans l'État brésilien d'Amapá)
- Océan Indien (créole bourbonnais)
  - créole seychellois
  - créole réunionnais
  - créole mauricien
  - créole rodriguais
  - créole agaléen
  - créole chagossien
- Océan Pacifique
  - tayo (parlé en Nouvelle-Calédonie)
- Asie
  - tây bồi (ancienne Indochine française)

## Codification
- code de langue IETF : cpf